# Eclissi solare del 16 aprile 1893
L'Eclissi solare del 16 aprile 1893, di tipo totale, è un evento astronomico che ha avuto luogo il suddetto giorno attorno alle ore 14:36 UTC. La durata della fase massima dell'eclissi è stata di 4 minuti e 47 secondi e l'ombra lunare sulla superficie terrestre raggiunse una larghezza di 186 km.
L'eclissi del 16 aprile 1893 divenne la prima eclissi solare nel 1893 e la 224ª nel XIX secolo. La precedente eclissi solare ebbe luogo il 20 ottobre 1892, la successiva il 9 ottobre 1893.
L'eclissi solare totale iniziò al largo della costa cilena nel Pacifico e dopo avere attraversato diagonalmente il tutto il sud America ha percorso tutto il tratto atlantico toccando sulla terraferma l'Africa occidentale addentrandosi sin verso il golfo persico.

## Osservazioni a fini scientifici

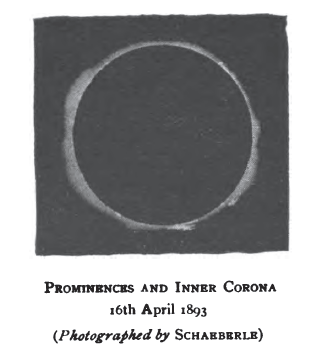
Registrazione della corona, durante l'eclissi.

Ricercatori della  Royal Astronomical Society si recarono in Brasile per studiare l'evento e stazionarono nell'allora villaggio di Paracuru, nello stato brasiliano di Ceará. Qui si stabilirono e ricevettero la visita di molti spettatori curiosi e interessati, compresi gli astronomi di Rio de Janeiro che si accamparono a pochi chilometri dagli inglesi per registrare l'evolvere della corona solare. Secondo Edward S. Holden, durante le osservazioni l'astronomo tedesco-americano John Martin Schaeberle avrebbe scoperto un oggetto simile a una cometa sulle placche dell'eclissi del Cile. La cometa avrebbe avuto un diametro apparente di 0,8 rispetto alla luna. Schaeberle osservando l'eclissi documentò una rappresentazione della corona solare.
Anche il governo brasiliano collaborò, con una spedizione che coinvolse i ministeri della Guerra e della Marina per fornire una nave che effettuasse il trasporto richiesto dall'Osservatorio di Rio de Janeiro per recarsi nel Ceará.

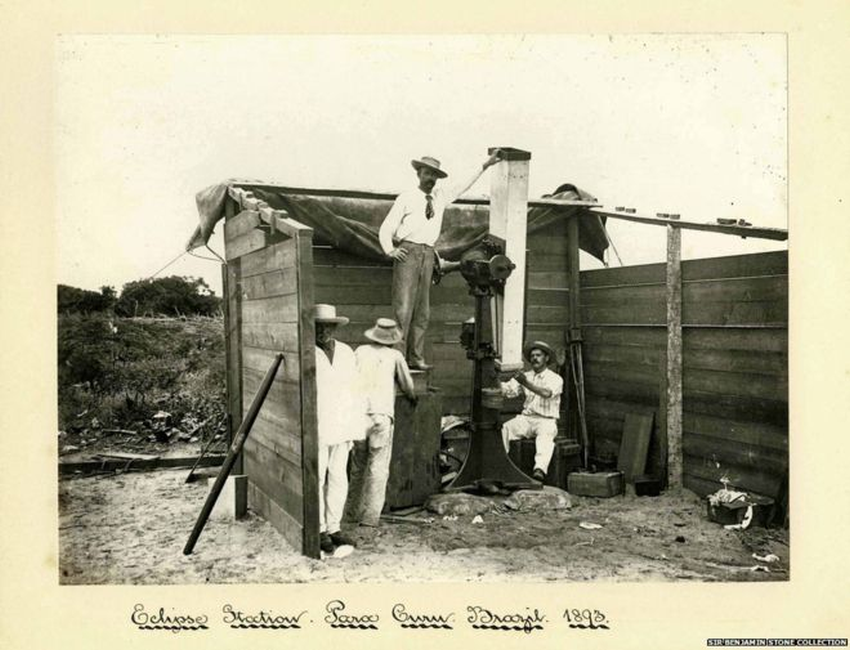
Il team inglese allestisce la stazione di osservazione.

Gli inglesi arrivarono in Ceará il 16 marzo, con una commissione composta da dodici membri;  la commissione brasiliana, tuttavia, non fu nominata fino al giorno successivo, e sarebbe stata composta dall'astronomo dell'osservatorio di Rio, Henrique Merize, a capo della missione; Il tenente Alípio Gama, l'assistente dell'osservatorio Guilherme Calheiros da Graça Filho, l'assistente farmaceutico dell'esercito Alfredo Jose Abrantes e l'artista meccanico dell'osservatorio, Eduardo Chartier.
Mentre gli stranieri erano a Paracuru, i brasiliani si stabilirono a Pirocaia, oggi nella regione urbana di Fortaleza.

## Eclissi correlate

### Ciclo di Saros 127
L'evento fa parte del ciclo di Saros 127, che si ripete ogni 18 anni, 11 giorni, contenente 82 eventi. La serie iniziò con l'eclissi solare parziale il 10 ottobre 991 d.C. Contiene eclissi totali dal 14 maggio 1352 al 15 agosto 2091. Non ci sono eclissi anulari in questa serie. La serie termina al membro 82 con un'eclissi parziale il 21 marzo 2452. La durata più lunga della totalità è stata di 5 minuti e 40 secondi il 30 agosto 1532. Tutte le eclissi di questa serie si verificano nel nodo ascendente della Luna.